# Walker Fork (South Fork Fortymile River)
Der Walker Fork ist ein 63 km langer rechter Nebenfluss des South Fork Fortymile River im zentralen Osten von Alaska (USA).

## Flusslauf
Der Walker Fork entsteht am Zusammenfluss von Poker Creek (links, 5,1 km lang) und Davis Creek (rechts, 4,4 km lang), 2,3 km von der kanadischen Grenze entfernt auf einer Höhe von 831 m. Einen Kilometer weiter nördlich verläuft der Top of the World Highway, 3,5 km westsüdwestlich befindet sich am Highway der Flugplatz Boundary Airport. Der Walker Fork fließt in westlicher Richtung durch das Yukon-Tanana Upland. Bei Flusskilometer 19,5 mündet der Liberty Creek von Süden kommend in den Fluss. Bei Flusskilometer 11 überquert der Taylor Highway (Alaska Route 5) den Fluss (⊙). Dort trifft der Wade Creek von Nordosten kommend auf den Walker Fork. Der Walker Fork mündet schließlich 8,5 km ostnordöstlich von Chicken in den nach Norden strömenden South Fork Fortymile River. Das Einzugsgebiet umfasst etwa 1024 km² und reicht geringfügig über die kanadische Grenze.

## Namensgebung
Der Fluss erhielt seinen Namen von Prospektoren. 1896 wurde dieser von Spurr, ein Landvermesser vom U.S. Geological Survey (USGS), festgehalten.

## Schutzcharakter
Der 19 km lange Unterlauf des Walker Fork unterhalb der Einmündung des Liberty Creek sowie der entlang dem Taylor Highway fließende Wade Creek gehören zum Flusskorridor des Fortymile Wild and Scenic River.

## Geschichte
Früher wurde in den Flüssen der Region nach Gold gesucht.